# Deportivo Armenio
Deportivo Armenio ist ein argentinischer Fußballverein aus Ingeniero Maschwitz (Partido Escobar) im Ballungsraum von Buenos Aires. Der Verein wird auch Tricolor genannt.

## Geschichte
Der Club Armenio de Fútbol wurde am 2. November 1962 von Mitgliedern der armenischen Gemeinschaft in Argentinien gegründet, um ihre Vertretung in Sportevents zu zentralisieren. 1968 änderte der Verein in seinen heutigen Namen und trat zwei Jahre später der AFA bei.
Das Fußballteam begann in Amateurligen und wurde nach drei Jahren Meister, was zum Aufstieg in die Primera C führte. Nach vier Saisons stieg es in die Primera B auf. In der Saison 1986 qualifizierte sich Armenio überraschend für das zweitklassige B-Turnier.
In der Saison 1986/87 stellte Armenio einen Rekord auf, indem er 34 Spiele ungeschlagen blieb. Nach dieser erfolgreichen Kampagne stieg der Klub in die Primera División auf, wo er in der Saison 1987/88 den 13. Platz belegte. Zu den denkwürdigen Siegen zählen ein 3:2 gegen River Plate und ein 1:0 gegen Boca Juniors, das das letzte Spiel von Hugo Gatti war. Nach dem Abstieg 1988 wurde der Verein in die dritte Liga durchgereicht, etablierte sich dort allerdings. Von 2017 bis 2019 spielte der Verein in der Primera C, schaffte aber den Wiederaufstieg in die Primera B Metropolitana.

## Stadion
Seine Heimspiele trägt Deportivo Armenio im 10.500 Zuschauer fassenden Estadio República de Armenia aus. Das 1992 eröffnete Stadion nutzt auch teilweise der Rivale CA Acassuso.

## Erfolge
- Meister der Primera B Nacional: 1986/87
- Meister der Primera C: 1976